# Playlog
Playlog（プレイログ）とは、ソニーが運営する音楽SNSのこと。2006年2月、α版として一般に公開、同年7月1日にはサービス提供がソニーからレーベルゲートに移管、7月7日には同サービスがα版からβ版に移行した。
2011年5月16日をもってサービスが終了した。

## 特徴
音楽の話題に特化したSNSとされ、自分がパソコン上で再生した音楽の履歴をアップロードし、自分のアカウント上に表示させる等といった機能が特徴的である。他にはBLOGやコミュニティなどといった機能があり、音楽以外の話題も含めて多岐にわたる話題がやりとりされている。特にブログでは「♥」という独自の機能がある。FAQによるとこの機能は「その記事の内容に対するちょっとした気持ちの表現の一つとして」使うもので「その意味はメンバーの皆さん次第」としてある。「共感」とも呼ばれており、コメントよりも気軽に、記事へのリアクションを取ることが出来る機能である。なおこの機能はゲスト（ログインしていない状態）では利用できない。また、ブログ投稿・閲覧やコミュニティのトピックへの発言等は携帯電話からも参加可能である。 2006年下旬より、ライムライト、BEAT CRUSADERS、ザ・キャプテンズ等のアーティストの公式ブログが同サービス内に設置され、今後もソニー・ミュージックエンタテインメント傘下グループ所属アーティストを中心に「オフィシャルブログ」の名目でブログが開設されている。また、Moraの最新情報もブログにて提供されている。2007年9月下旬にはWindows Media Playerとの連携が強化（プレイログのアップロードに公式対応）された（プレスリリース）。これにより、WMP11上でのPLAYLOG閲覧、また公式プラグインを用いてプレイログをアップすることが可能となった。
また、アーティストの公式音源をブログ上で利用できるサービスを一時提供していた。このサービスは、ネット上でユーザーが公式音源を利用できるという意味で、世界でも先進的なサービスとして注目された。

## 入会方法
2006年12月現在、Playlogに入会するには次の三つの方法がある。
SonicStageの『ミュージックコミュニティ』機能を利用して入会する
この方法は、現在Moraで無料配信されている、あるいは一部のデジタルポータブルオーディオプレイヤーに付属しているソフトウェアSonicStageの機能『ミュージックコミュニティ』を経由して入会する、というもの。
すでに入会しているメンバーから招待を受けて入会する
この方法は、mixi等のSNSによく見られる招待されて入会する方法である。招待状の送付の際、招待するもとのメンバーの本名が記載されることから前者と比べて少々ハードルは高いと思われる。
Mora等のレーベルゲート関連ウェブサイトから招待を希望する
Playlogはレーベルゲートによりサービスが提供されているが、同じくレーベルゲートがサービスを提供している音楽配信サービス、Moraのウェブサイト上からPlaylogに参加するための招待を要求できる。また、Playlogに関与するアーティストのウェブサイト上でもPlaylogに参加するための招待を要求できる。いずれにせよメールアドレスをフォームに入力するだけで招待を受けることができることから、これが最も簡単な入会方法である。

## 再生履歴のアップロードに対応する音楽再生ソフト
Playlogの特徴である『再生した音楽の履歴（プレイログ）をアップロードする機能』を使うためには、次のいずれかのソフトウェアを使用する必要がある。なお、Playlogに再生履歴をアップロードする為のサーバーの仕様は公開されているため、再生履歴をアップロードするためのプラグインは自作できる（Playlog内「コミュニティ」では自作のPlaylog対応プラグインを開発する、有志によるコミュニティがある）。
- LISMO Port  (プラグイン不要。)
- SonicStage （バージョン3.4より対応開始。プラグイン不要。バージョン4.1より、同ソフト経由で、一部のウォークマンで再生した音楽の履歴もアップロードできる）
- BeatJam （バージョン2007/R.3より対応開始。プラグイン不要）
- iTunes (別途プラグインを必要とする。iPodで再生した音楽の履歴もアップロードできる）
- Windows Media Player （別途プラグインを必要とする。バージョン11ではmora winとの連携で自動的にプラグインが組み込まれる）
- Winamp （別途プラグインを必要とする）
- Amarok （別途プラグインを必要とする）
- BMP （別途プラグインを必要とする）
- foobar2000 （別途プラグインを必要とする）
- KsCD （別途プラグインを必要とする）
- Rhythmbox （別途プラグインを必要とする）
- XMMS （別途プラグインを必要とする）

上記のソフトウェアが対応しているため、実質Windows、Mac OS、LinuxのいずれのOSでも音楽の再生履歴のアップロードが可能である。
また、ソニーが発売した携帯端末myloの日本版では、mylo本体で再生した音楽の履歴を単体でアップロードできる（無線LANへの接続が必要）。

## 沿革
- 2006年2月1日:音楽管理ソフト、SonicStageのバージョンアップに伴い、『ミュージックコミュニティ』の名称で2月中に音楽を再生する機能に特化したソーシャル・ネットワーキング・サービスを運営する事が明らかになる。なお、当時は2月中旬公開予定とされており、「PLAYLOG」という名称も明かされていなかった。
- 2006年2月27日:α版として一般ユーザーに公開・メンバー募集受付開始（なお、一昨年下半期には既に社内でテスト運用がされていたと見られる）。
- 2006年6月25日:これまでソニー株式会社の名義で運営されていた同サービスを7月1日付で同社グループ企業のレーベルゲートに移管する事を発表。[1]
- 2006年7月1日:同サービスの運営をソニー株式会社から同社グループ企業のレーベルゲートに移管。
- 2006年7月7日:同サービスの運営をこれまでのα版からβ版に切り替え。
- 2007年3月15日:webうた（マイページで配信できる数十秒間の楽曲を購入できるサービス）販売終了。
- 2010年7月16日:サーバーシステムに大規模障害が発生。7月30日に復旧するまで2週間サービスが止まる。
- 2011年1月18日:PLAYLOGサービスの終了を告知。
- 2011年1月18日12時:PLAYLOGへの新規メンバー登録の受付を終了。
- 2011年3月31日:ブログの新規投稿・更新、プレイログ（再生履歴）表示更新の終了。
- 2011年5月16日:サービス終了。

## サービス終了の対応
サービス終了に伴いブログデータをダウンロード出来るようにし、またソネットエンタテインメントが運営する「So-netブログ」への移行を案内した。

## 類似したサービス
- Last.fm
- Audioscrobbler - 2003年に開始した音楽再生履歴サービスの先駆け的存在である。2005年にLast.fmと統合した。
- mixiミュージック - 2006年5月22日、SNS最大手であるmixiが開始した、音楽再生履歴を公開するサービス。歌詞表示にも対応。2009年12月に廃止。